# Maison Estebania
La maison Estebania, maison Mazarin, ou maison Ravel, est une demeure historique située à Ciboure dans les Pyrénées-Atlantiques, 27 quai Maurice-Ravel donnant sur le port de Ciboure. C'est ici que naquit le 7 mars 1875 le compositeur français Maurice Ravel, auteur entre autres du fameux Boléro et mort à Paris, le 28 décembre 1937.

## Histoire

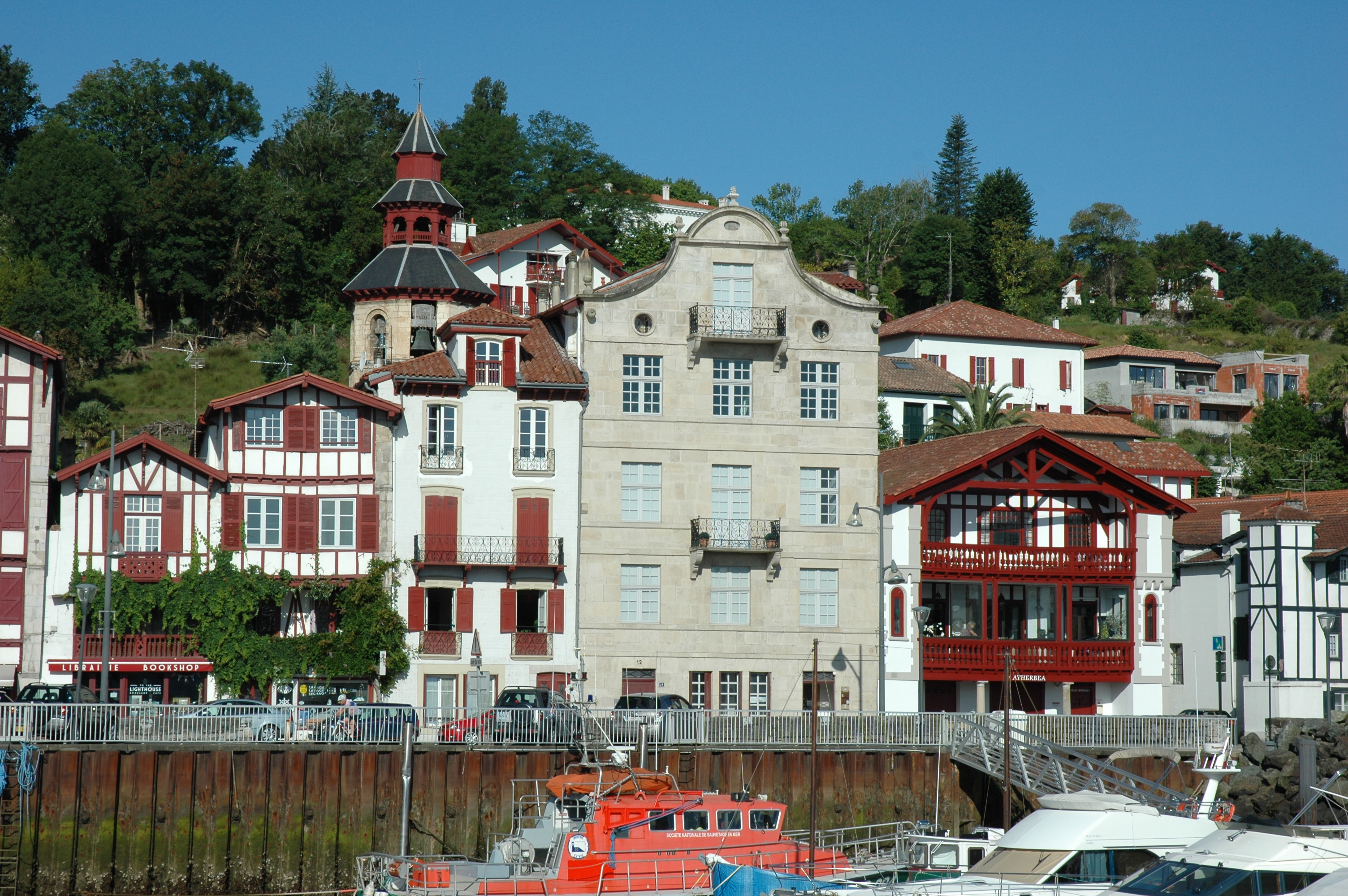
La maison vue du port de Ciboure.

Cette haute demeure de style hollandais est bâtie par un négociant et armateur cibourien du nom d'Esteban d'Etcheto vers 1630, qui s'était pris de passion pour les maisons qu'il avait vues à Amsterdam. Le cardinal Mazarin y demeura pendant son séjour du 8 mai au 15 juin 1660 pour le mariage de Louis XIV avec l'Infante d'Espagne qui fut célébré le 9 juin 1660 à l'église Saint-Jean-Baptiste de Saint-Jean-de-Luz. Le roi demeurait quant à lui dans l'ancien hôtel de ville de la grand-place de Saint-Jean-de-Luz (aujourd'hui place Louis-XIV).
La mère de Maurice Ravel, née Marie Delouart, avait voulu accoucher dans sa ville natale et résida donc dans la loge de la concierge de cette maison qui n'était autre que celle de sa sœur, Madame Billac. L'enfant fut baptisé sous le nom de Joseph  Maurice, en l'église Saint-Vincent de Ciboure qui se trouve juste derrière la maison. Les parents de Maurice Ravel déménagèrent ensuite au bout de trois mois à Paris,, mais le jeune garçon venait passer tous ses étés dans cette ville de la côte basque et à l'âge adulte dans la région. Sa mère lui avait d'ailleurs appris le basque.
La maison est inscrite aux monuments historiques en 1993. Aujourd'hui la maison accueille l'office de tourisme de Ciboure et l'académie internationale de musique Ravel.

## Architecture
La façade de cette demeure rectangulaire est surmontée d'un pignon au fronton curviligne percé d'un oculus ovale entouré de rampants chantournés. L'ensemble est souligné par une corniche et des boules d'amortissement. Sur la façade arrière, chaque baie est surmontée d'un oculus avec ferronnerie du XVIIe siècle. À l'intérieur, un vestibule conduit à un escalier dont le noyau repose sur une colonne toscane. Cet escalier à balustres tournés s'inscrit dans une cage à pan de bois. Seul le troisième étage a conservé sa disposition d'origine, car la maison a longtemps été un immeuble avec des appartements loués. L'appartement du troisième étage se compose d'un salon lambrissé et d'une alcôve donnant sur le quai. Il aurait été lambrissé et peint en vert clair selon le goût de Mazarin. Des chambres donnent à l'arrière.